# Malangutti Sar
Der Malangutti Sar (auch Mulungutti Sar) ist ein Berg im Karakorum im pakistanischen Sonderterritorium Gilgit-Baltistan.

## Lage
Der Malangutti Sar besitzt eine Höhe von 7202 m (nach anderen Quellen 7025 m, 7140 m oder 7207 m) und befindet sich im Hispar Muztagh.
An seiner Ostflanke hat der Malanguttigletscher seinen Ursprung. Entlang der Westflanke strömt der Momhilgletscher.
Der 7885 m hohe über einen Berggrat mit dem Malangutti Sar verbundene Distaghil Sar befindet sich 5,44 km südöstlich.

## Besteigungsgeschichte
Der Malangutti Sar wurde im Jahr 1985 von einer japanischen Expedition erstbestiegen. Den Gipfel erreichten am 12. August Tadao Sugimoto, Kengo Nakahara und Yasushi Muranaka sowie Ang Nima Sherpa.